# Oitti vasútállomás
Oitti vasútállomás Finnországban, Oitti településen található.

## Vasútvonalak
Az állomást az alábbi vasútvonalak érintik:
- Riihimäki–Lahti-vasútvonal

## Kapcsolódó állomások
A vasútállomáshoz az alábbi állomások vannak a legközelebb:
- Mommila railway station (Lahti vasútállomás, G Riihimäki-Lahti)
- Hikiä railway station (Riihimäki vasútállomás, G Riihimäki-Lahti)